# Onega (fleuve)
Pour les articles homonymes, voir Onega.

Bassin de l'Onega.

L'Onega (russe : Онега) est un fleuve de Russie qui se jette dans la mer Blanche après avoir arrosé l'oblast d'Arkhangelsk.

## Géographie
L'Onega est long de 416 km. La superficie de son bassin versant est de 56 900 km2.
Il prend sa source dans le lac Latcha et se jette dans la baie d'Onega, sur la mer Blanche, au sud-ouest d'Arkhangelsk. À environ 75 km de son estuaire, le fleuve se sépare ensuite en deux parties : la Grande Onega et la Petite Onega, mais ces deux bras finissent par se rejoindre, formant une vaste île plate. Il est gelé à partir de fin octobre-début décembre et le reste jusqu'à mi-avril - début mai.
L'Onega roule annuellement 16 milliards de m3 d'eau, c'est-à-dire que son module est supérieur à 500 m3/s.
Les villes de Kargopol et Onega sont situées sur l'Onega.

## Hydrométrie - Les débits à Porog
Le débit du fleuve a été observé pendant 51 ans (1943-1993) à Porog, localité située à quelque 30 kilomètres de son embouchure.
À Porog, le débit inter annuel moyen ou module observé sur cette période était de 496 m3/s pour un bassin versant de 55 700 km2.
La lame d'eau écoulée dans le bassin versant du fleuve se monte ainsi à 281 millimètres par an, ce qui peut être considéré comme assez élevé.
Le régime de l'Onega, est de type nivo-pluvial, avec crues de printemps, c’est-à-dire en mai et juin, avec un maximum en mai, et résulte avant tout de la fonte des neiges. Dès le mois de juin, le débit baisse rapidement jusqu'à un premier étiage au mois d'août.
En septembre le débit remonte à nouveau sous l'effet des précipitations automnales ce qui mène à un petit sommet en octobre. C'est la petite crue, bien moindre que celle de printemps (484 m3/s en octobre). Cette crue est bientôt suivie de la période des basses eaux qui a lieu en hiver, de décembre à mars inclus, avec un minimum en mars.